# Orthobula spiniformis
Espèce
Orthobula spiniformis est une espèce d'araignées aranéomorphes de la famille des Trachelidae.

## Distribution
Cette espèce est endémique de Taïwan. Elle se rencontre dans le parc national de Kenting dans le comté de Pingtung.

## Description
Le mâle holotype mesure 1,90 mm et la femelle paratype 2,45 mm, les mâles mesurent de 1,80 à 1,94 mm.

## Publication originale
- Tso, Zhu, Zhang & Zhang, 2005 : Two new and one newly recorded species of Corinnidae and Liocranidae from Taiwan (Arachnida: Araneae). Acta Arachnologica, vol. 54, no 1, p. 45-49 (texte intégral).